# 緊湊刺鎧蝦
緊湊刺鎧蝦（学名：Munida compressa）为鎧甲蝦科刺鎧蝦屬下的一个种。